# Iosif Tilicea
Iosif Tilicea (n. 1872, Comuna Daneș, Mureș, jud. Târnava Mare - d. 1943, Chimisdia) a fost un deputat în Marea Adunare Națională de la Alba Iulia, organismul legislativ reprezentativ al „tuturor românilor din Transilvania, Banat și Țara Ungurească”, cel care a adoptat hotărârea privind Unirea Transilvaniei cu România, la 1 decembrie 1918.:p. 77.

## Biografie
Ca băștinaș și descendent al vechilor voievozi maramureșeni, a activat și luptat din greu împotriva acaparatorilor pentru salvarea pădurilor "Composesoratului Nobil" din Borșa, Moisăi și Vișău, singura avere rămasă în indiviziune și moștenită de la străbunii vestiți, în favoarea poporului băștinaș. A trăit în pribegie departe de ai săi, de glia străbună mestecată cu sudoarea și osemintele părinților săi, dar era nedespărțit cu gândul de văile, plaiurile, munții și codrii lui dragi, de la obârșia Cerimușului]], Bistriței și Vișăului din creasta Carpaților Borșeni, fiind mereu gata oricând la fapte demne de gloria Străbunilor săi Voievozi Maramureșeni, a căror amintire îi obliga pe cei de atunci să transmită urmașilor ca moștenire, neștirbit întreg Maramureșul Istoric stăpânit de ei în granițele lui vechi, spre vest până la Valea Ungului și apoi Tisa. A funcționat ca preot din 6 august 1903, până la 31 august 1942 în parohia ort. rom Hărău tractul Deva. La 1 septembrie 1942 a trecut la pensie cu domiciliu în satul Chimsidia tractul Deva.:p. 359

## Activitatea politică
În anul 1918 la 1 decembrie a luat parte la Marea Adunare Națională de la Alba Iulia împreună cu Dionisie Albu, cantor ortodox român și Ivan Josan și Petru Jibetean din comuna Hărău.:p. 359